# Християни

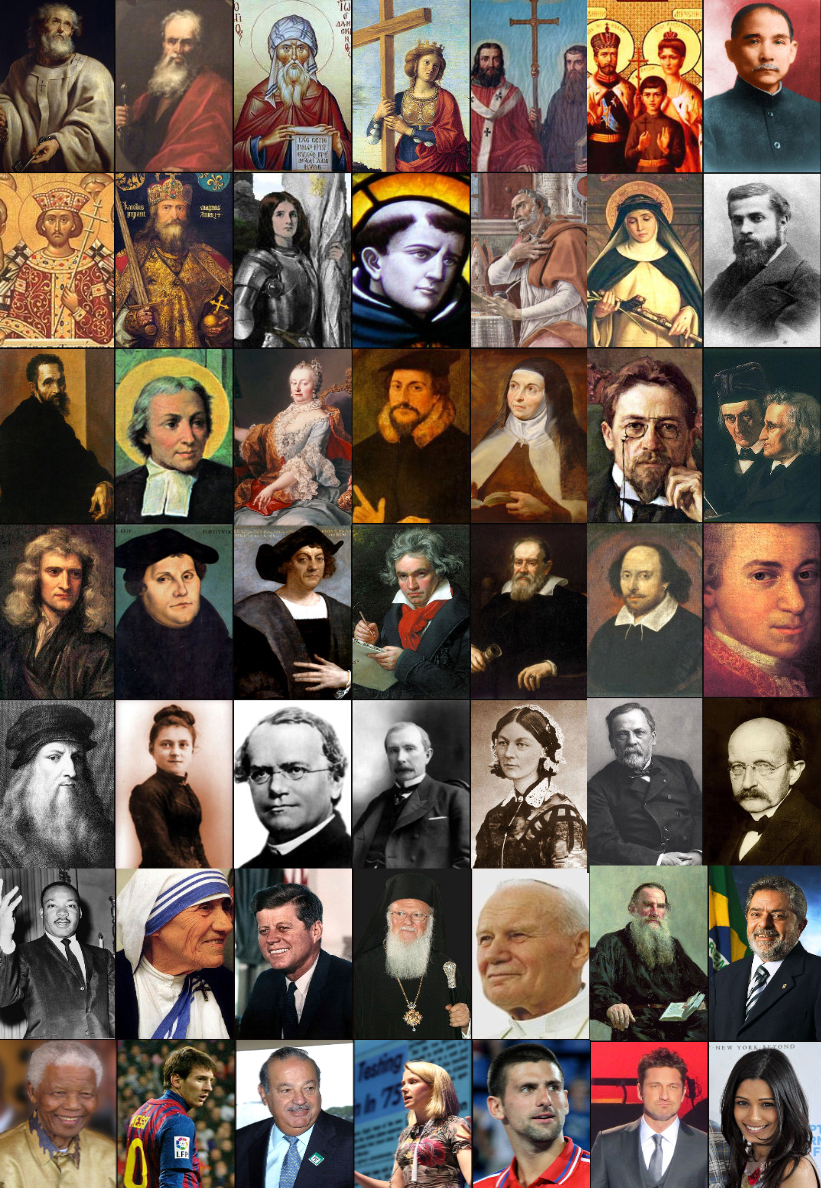
відомі християни

Християни — послідовники вчення Ісуса Христа або прихильники релігії християнства. Вперше учнів Христа було названо християнами в Антіохії: «І збирались у Церкві вони цілий рік, і навчали багато народу, і в Антіохії найперш християнами названо учнів.» (Діяння 11:26)

## Кількість
На початку XXI століття Християнство має близько 2.1 мільярдів послідовників. Віруючі складають близько одну четверту — одну третю населення Землі, з приблизною кількістю у 38 000 християнських деномінацій. Християни складають близько 33 відсотків населення у світі протягом 100 років. Найбільшою християнською деномінацією є римо-католицька церква з 1.17 мільярда віруючих, що становить близько половини усіх християн.
| Країна                       | Християни   | % християн |
| ---------------------------- | ----------- | ---------- |
| США (детальніше)             | 176,400,000 | 78.4 %     |
| Бразилія (детальніше)        | 174,700,000 | 90.4 %     |
| Мексика (детальніше)         | 105,095,000 | 94.5 %     |
| Росія (детальніше)           | 99,775,000  | 70.3 %     |
| Філіппіни (детальніше)       | 90,530,000  | 92.4 %     |
| Нігерія (детальніше)         | 76,281,000  | 48.2 %     |
| ДР Конго (детальніше)        | 68,558,000  | 95.6 %     |
| КНР (детальніше)             | 66,959,000  | 5.0 %      |
| Італія (детальніше)          | 55,070,000  | 91.1 %     |
| Ефіопія (детальніше)         | 54,978,000  | 64.5 %     |
| Німеччина (детальніше)       | 49,400,000  | 59.9 %     |
| Велика Британія (детальніше) | 44,522,000  | 71.8 %     |
| Колумбія (детальніше)        | 44,502,000  | 97.6 %     |
| Україна (детальніше)         | 41,973,000  | 91.5 %     |
| ПАР (детальніше)             | 39,843,000  | 79.7 %     |
| Аргентина (детальніше)       | 37,561,000  | 92.7 %     |
| Польща (детальніше)          | 36,526,000  | 95.7 %     |
| Іспанія (детальніше)         | 35,568,000  | 77.2 %     |
| Франція (детальніше)         | 35,014,000  | 53.5 %     |
| Кенія (детальніше)           | 34,774,000  | 85.1 %     |